# Ван Энгелен, Герхардюс
Герхардюс ван Энгелен (нидерл. Gerhardus van Engelen; 3 мая 1906, Хиллегом — 14 января 1993, Зандворт) — нидерландский футболист, игравший на позиции нападающего, выступал за амстердамский «Аякс».

## Спортивная карьера
В 1920-х годах ван Энгелен играл за футбольный клуб «Хиллинен» из Хиллегома, который выступал в третьем классе чемпионата Нидерландов. В клубе он также имел должность секретаря. В сентябре 1928 года запросил перевод в амстердамский «Аякс». На тот момент он проживал в Хиллегоме по адресу Мерстрат 25.
В составе «Аякса» дебютировал 28 октября 1928 года в матче чемпионата Нидерландов против роттердамской «Спарты», сыграв на позиции левого полусреднего нападающего — встреча завершилась гостевым поражением его команды со счётом 2:1. В следующем туре забил гол в ворота УВВ, открыв счёт на 20-й минуте после подачи углового в исполнении Вима Волкерса. Незадолго до перерыва хозяева поля сравняли счёт, а во второй половине игры команды обменялись голами. В ноябре был заявлен за третью команду «Аякса». В последний раз за основной состав сыграл 23 декабря в домашней игре со «Спартой» (2:3) — в конце встречи ван Энгелен покинул поле из-за травмы, а вместо него появился Пит Вюндеринк. В июле 1929 года покинул команду, а уже августе подал запрос на возвращение в клуб «Хиллинен».

## Личная жизнь
Герхардюс родился в мае 1906 года в Хиллегоме. Отец — Лауренс ван Энгелен, был родом из Ден-Хелдера, мать — Элизабет Пост, родилась в Харлеммермере.
Женился в возрасте двадцати девяти лет — его супругой стала Якоба Веркерк. Их брак был зарегистрирован в апреле 1936 года в Хиллегоме. В феврале 1942 года в их семье родилась дочь по имени Манья, а в январе 1943 года появился сын Герардюс, который умер через два месяца. В сентябре 1944 года в Лейдене его дочь умерла в возрасте двух лет. В ноябре 1947 года родилась дочь Якоба, а в июле 1952 года родился сын.
Умер 14 января 1993 года в Зандворте в возрасте 86 лет. Его вдова умерла в июне 2002 года в возрасте 85 лет.